# 桑根井空塚古墳
桑根井空塚古墳（くわねいそらづかこふん）は、長野県長野市松代町豊栄にある古墳。形状は円墳。長野県指定史跡に指定されている（指定名称は「桑根井空塚」）。

## 概要
長野県北部、皆神山南東の藤沢川南岸の段丘面に築造された古墳である。周辺は墓地化して墳丘の一部が削平されているほか、現在は羨道に観音像が安置される。これまでに発掘調査は実施されていない。
墳形は円形で、直径17メートル・高さ3.4メートルを測る。墳丘は土石混合墳丘。埋葬施設は横穴式石室で、南方向に開口する。寄棟屋根形天井の特異な合掌形石室であり、その中でも大型の石室として注目される。石室内の副葬品として、『松代町史』では1924年（大正13年）に瑪瑙製勾玉1・碧玉製管玉1・糸切底須恵器坏1が発見されたとするが、現在は所在不明である。
築造時期は、古墳時代後期の6世紀代と推定される。合掌形石室は、長野盆地に約30基が集中する特異な石室であるが、多くは大室古墳群に見られるような小型の箱式石棺タイプである。大型の横穴式石室タイプは本古墳・竹原笹塚古墳・菅間王塚古墳（現在は埋没）が知られる程度で、箱式石棺タイプから横穴式石室タイプへの変遷を考察するうえで重要視される古墳になる。
古墳域は1965年（昭和40年）に長野県指定史跡に指定されている。

## 埋葬施設

石室俯瞰図

石室展開図

埋葬施設としては横穴式石室が構築されており、南方向に開口する。寄棟屋根形天井を持つ合掌形石室である。石室の規模は次の通り。
- 石室全長：6.1メートル
- 玄室：長さ4.2メートル、幅1.45メートル、高さ2.1メートル
- 羨道（現状）：長さ1.1メートル

石室の基部には80センチメートル程度の石材を据え、その上に玄室奥壁から1枚、玄室右側壁から4枚、玄室左側壁から3枚、羨道左右から1枚の板石を内傾させて合掌形に組み合わせる。玄室床面には石塊を敷き詰める。また羨道から玄室には框石を境として1段下がる（上がり框構造）。

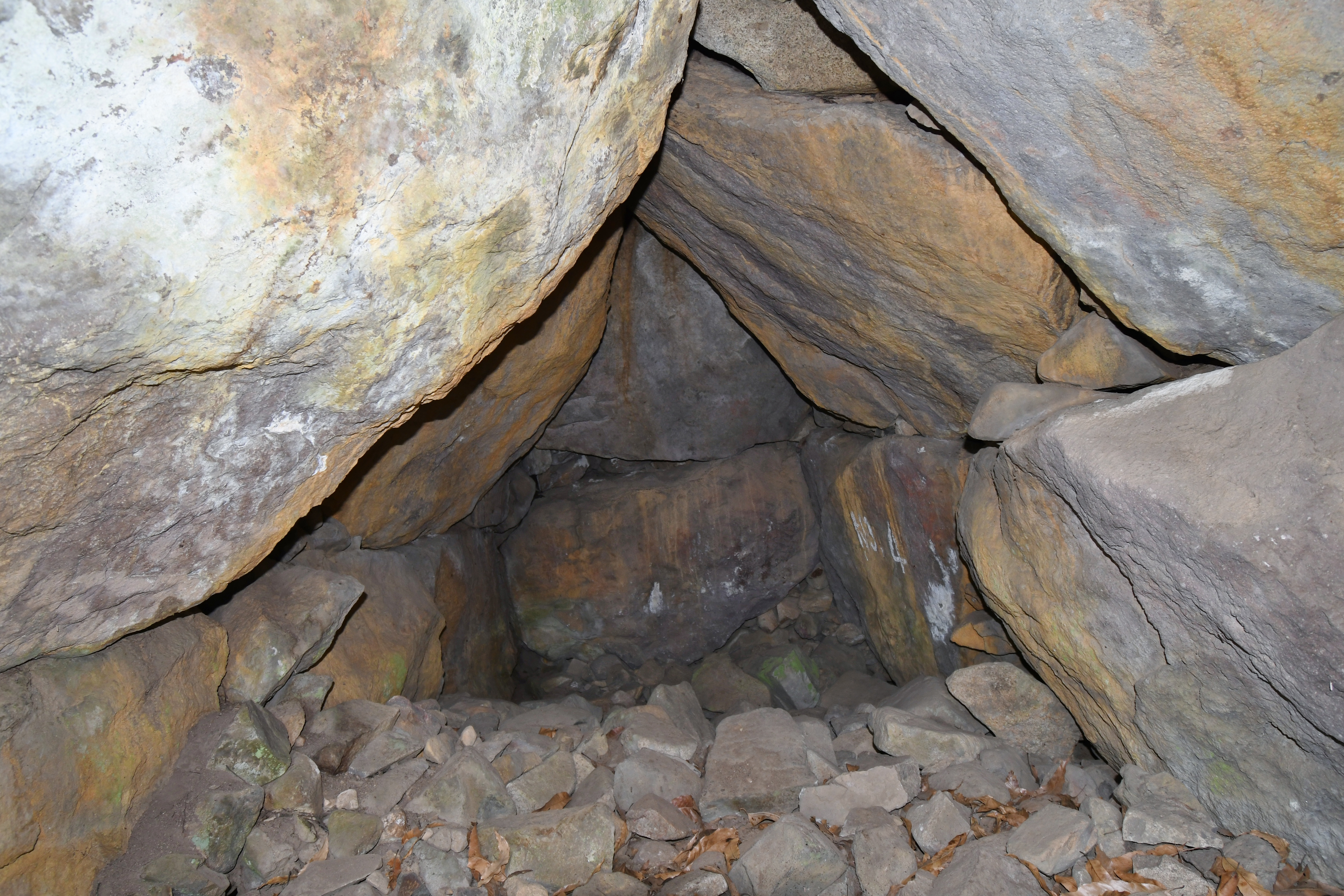
内部（奥壁方向）
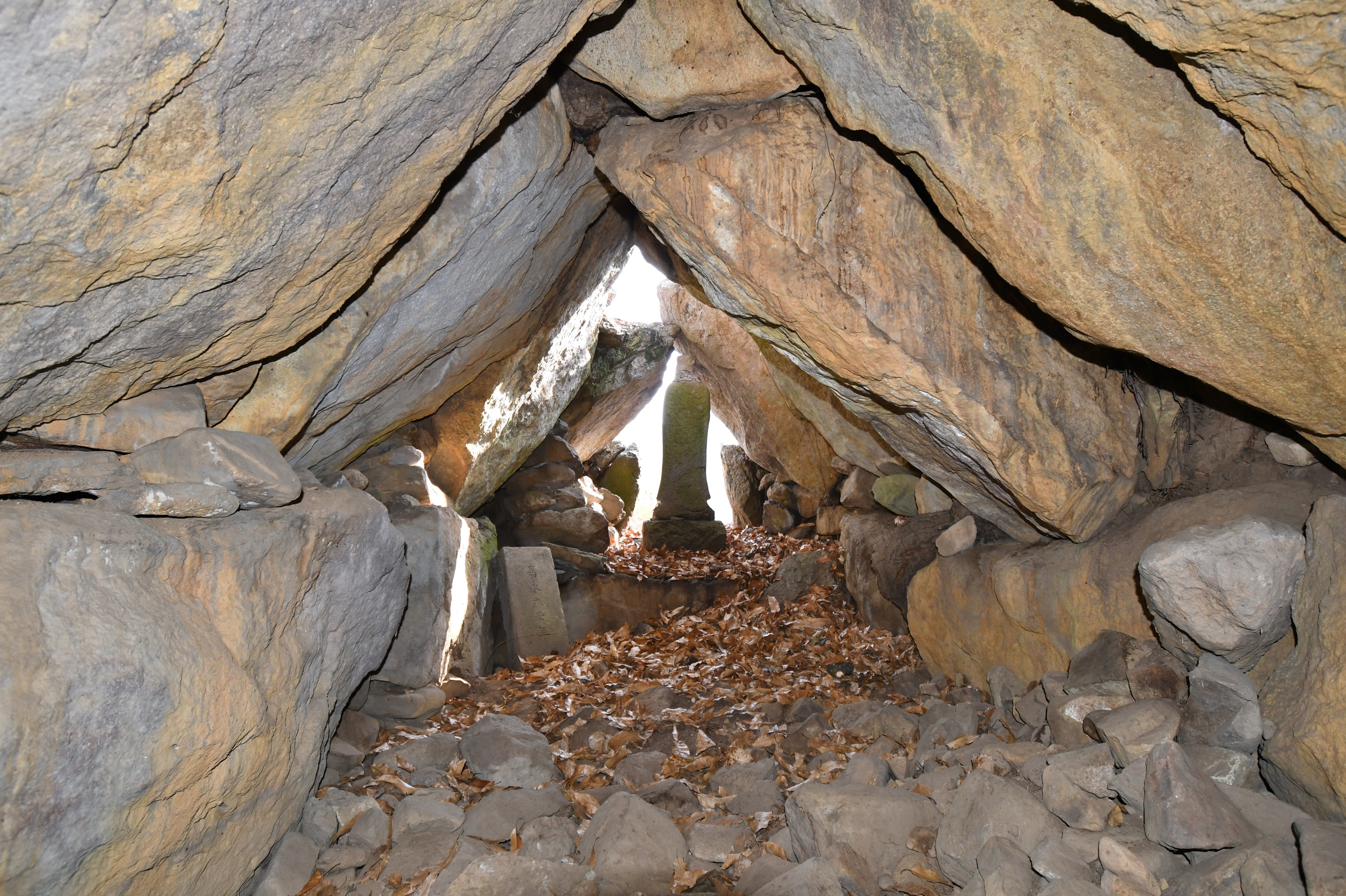
内部（開口部方向）
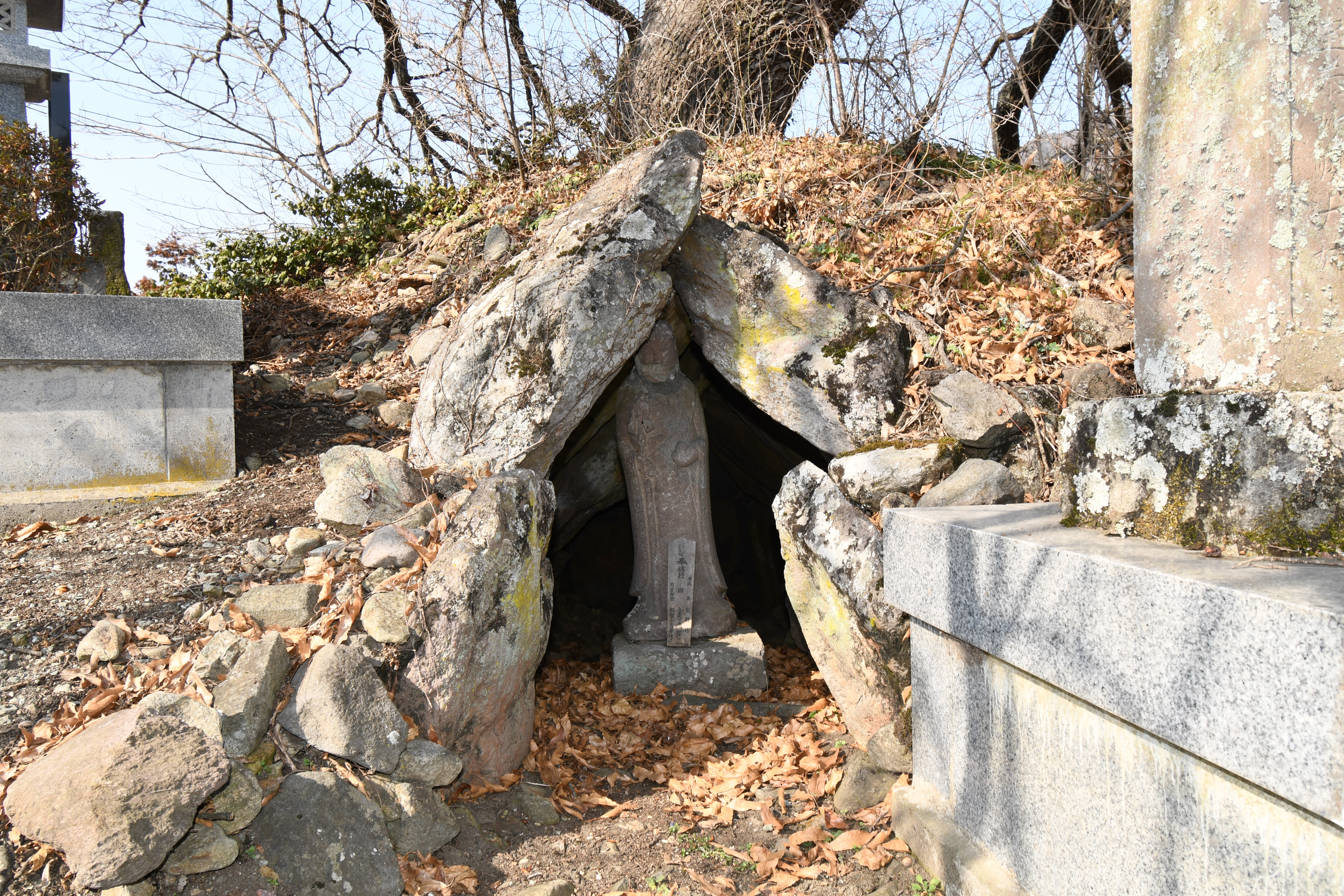
開口部

## 文化財

### 長野県指定文化財
- 史跡
  - 桑根井空塚 - 1965年（昭和40年）2月25日指定[2][3]。